# Dames frisonnes
Pour un article plus général, voir Dames.
Les dames frisonnes sont un jeu de stratégie combinatoire abstrait de la famille des dames. À la différence de la plupart des variantes, la prise peut s'effectuer aussi bien en diagonales qu'orthogonalement. Les dames frisonnes sont jouées principalement dans la région néerlandaise de Frise, mais le jeu se développe à l'international dans les années 2010.

## Règles
Les différences essentielles entre la variante frisonne et la variante dite internationales résident dans le fait que les prises peuvent s'effectuer orthogonalement et dans le fait qu'une dame n'est pas équivalente à un pion dans une rafle.
- Taille du plateau : 100 cases(10 x 10) ;
- Nombre de pions : 40 (2 x 20) ;
- Orientation du plateau : grande diagonale de gauche à droite ;
- Cases utilisées : cases noires ;
- Joueur avec l'initiative : blancs ;
- Contraintes de déplacement :
  - Les pions et les dames se déplacent en diagonale ;
  - Il est interdit de déplacer trois fois de suite une dame ;
- Prise autorisée des pions : suivant les diagonales avant et arrière ainsi que les lignes et colonnes ;
- Valeur d'une rafle : 
  - Un pion vaut un point ;
  - Un groupe de {\displaystyle n} dames vaut entre {\displaystyle 2n-1} et {\displaystyle 2n} points[a];
- Contraintes de prise : 
  - Prise obligatoire suivant une rafle maximisant le nombre de points ;
  - Entre deux rafles cumulant un même nombre de points, une prise par une dame est prioritaire ;
- Forcer : autorisé ;
- Laisser faire : autorisé ;
- Dame: dame volante ;
- Retrait des pions pris : après la rafle ;
- Prise d'un même pion plusieurs fois au cours d'une rafle : interdite ;
- Promotion en passant : interdite.

## Histoire
Les règles des dames frisonnes remontent au XVIIIe siècle et ont connu à cette époque une certaine diffusion à l'étranger, particulièrement en France. La pratique du jeu s'est maintenue en Frise mais a été abandonnée ailleurs. Dans les années 2010 le jeu a été présenté à des joueurs de dames internationales de haut niveau, dont Alexander Georgiev et Jean-Marc Ndjofang, afin de le faire connaître en dehors de la région où il est pratiqué. Le principal argument proposé pour défendre la variante est le faible nombre de parties nulles ; en effet aux dames internationales il faut quatre dames pour remporter une finale contre une seule dame adverse, tandis qu'aux dames frisonnes il en suffit de deux.

## Principales compétitions
- Championnat du monde organisé pour la première fois en 2018 ;
- Championnat d'Europe ;
- Open des Pays-Bas de dames frisonnes[2].